# Журув (ґміна)
Ґміна Журів — сільська гміна в Рогатинському повіті, Станиславівського воєводства, Другої Польської Республіки та у Крайсгауптманшафті Бережани, Дистрикту Галичина, Третього Райху. Адміністративним центром гміни було село Журів.
Об'єднану сільську Журівську ґміну (рівнозначну волості) було утворено 1 серпня 1934 р. у межах адміністративної реформи в Другій Речі Посполитій із суміжних тогочасних сільських ґмін (самоврядних громад): Вишнів, Григорів, Журів, Колоколин, Луковець-Вишнівський, Луковець-Журівський, Підмихайлівці.
Площа ґміни — 85,25 км².
Кількість житлових будинків — 1672.
Кількість мешканців — 9059.
Національний склад населення ґміни Журув на 1 січня 1939 року:
| село                 | населення | українці-грекокатолики | українці-латинники | євреї  | поляки  | польські колоністи |
| -------------------- | --------- | ---------------------- | ------------------ | ------ | ------- | ------------------ |
| Вишнів               | 1740      | 1520                   | 190                | 20     | 10      |                    |
| Григорів             | 1490      | 910                    |                    | 10     | 450     | 120                |
| Журів                | 1410      | 470                    | 360                | 80     | 220     | 280                |
| Колоколин            | 1830      | 1530                   | 100                | 20     | 180     |                    |
| Луковець Вишнівський | 1300      | 5                      |                    | 15     | 1280    |                    |
| Луковець Журівський  | 1190      | 10                     |                    |        | 1180    |                    |
| Підмихайлівці        | 890       | 860                    | 20                 | 10     |         |                    |
| Загалом              | 9850      | 5305                   | 670                | 155    | 3320    | 400                |
| Відсотки             | 100 %     | 53,86 %                | 6,8 %              | 1,57 % | 33,71 % | 4,06 %             |

17 січня 1940 року ґміна була ліквідована, а територія увійшла до новоствореного Букачівського району, Станіславської області.
Гміна (волость) була відновлена на час німецької окупації з липня 1941 до липня 1944 року.
На 1 березня 1943 року населення ґміни становило 8571 особа.